# Liste der Monuments historiques in Trépail
Die Liste der Monuments historiques in Trépail führt die Monuments historiques in der französischen Gemeinde Trépail auf.

## Liste der Objekte
| Bezeichnung                         | Beschreibung                                        | Standort                       | Kennzeichnung | Schutzstatus | Datum | Bild |
| ----------------------------------- | --------------------------------------------------- | ------------------------------ | ------------- | ------------ | ----- | ---- |
| Skulptur Heiliger Cucuphas          | Stein, 18. Jahrhundert                              | in der Kirche St-Martin (Lage) | PM51001114    | Classé       | 1915  |      |
| Linker Seitenaltar                  | Retabel und Skulpturen; Holz, 18. Jahrhundert       | in der Kirche St-Martin (Lage) | PM51002720    | Inscrit      | 1977  |      |
| Prozessionsstab Madonna mit Kind    | Holz, farbig gefasst und vergoldet, 17. Jahrhundert | in der Kirche St-Martin (Lage) | PM51002717    | Inscrit      | 1977  |      |
| Skulptur Hoffnung                   | Holz, farbig gefasst, 16. Jahrhundert               | in der Kirche St-Martin (Lage) | PM51002722    | Inscrit      | 1977  |      |
| Rechter Seitenaltar                 | Retabel und Skulpturen; Holz, 18. Jahrhundert       | in der Kirche St-Martin (Lage) | PM51002718    | Inscrit      | 1977  |      |
| Kirchenbänke                        | Holz, bezeichnet 1772                               | in der Kirche St-Martin (Lage) | PM51002719    | Inscrit      | 1977  |      |
| Skulptur Johannes der Täufer        | Holz, farbig gefasst und vergoldet, 17. Jahrhundert | in der Kirche St-Martin (Lage) | PM51002721    | Inscrit      | 1977  |      |
| Skulptur Caritas                    | Holz, farbig gefasst, 16. Jahrhundert               | in der Kirche St-Martin (Lage) | PM51002723    | Inscrit      | 1977  |      |
| Grabstein für Jerhan Brehier        | Stein, bezeichnet 1468                              | in der Kirche St-Martin (Lage) | PM51001111    | Classé       | 1908  |      |
| Reliquienbüste                      | Holz, farbig gefasst und vergoldet, 16. Jahrhundert | in der Kirche St-Martin (Lage) | PM51001112    | Classé       | 1908  |      |
| Gemälde Auferstehung                | Ölfarbe auf Leinwand, 17. Jahrhundert               | in der Kirche St-Martin (Lage) | PM51001113    | Classé       | 1908  |      |
| Gemälde Elias und die Baalspriester | Ölfarbe auf Leinwand, 17. Jahrhundert               | in der Kirche St-Martin (Lage) | PM51001671    | Classé       | 1952  |      |
| Gemälde Kreuzigung                  | Ölfarbe auf Leinwand, vergoldeter Holzrahmen, 1759  | in der Kirche St-Martin (Lage) | PM51003672    | Inscrit      | 2015  |      |